# Chiesa del Cuore Immacolato di Maria (Vigevano)
La chiesa del Cuore Immacolato di Maria è un edificio religioso sito a Vigevano, in provincia di Pavia e diocesi di Vigevano.

## Descrizione e storia
Chiesa ultimata nel 1960, opera dell'architetto Vittorio Gallo di Torino, al suo interno sono presenti due pannelli in ceramica posti ai lati dell'altar maggiore, raffiguranti la Peregrinatio Mariae e il concilio Vaticano II; altresì degni di nota sono le stazioni della Via Crucis, dipinte dal pittore vigevanese Carlo Zanoletti.
Sotto l'altare è sepolto padre Giovanni Balduzzi, cui è dedicata la casa di riposo adiacente alla parrocchia.